# Ischnotoma (Ischnotoma) decorata
Ischnotoma (Ischnotoma) decorata is een tweevleugelige uit de familie langpootmuggen (Tipulidae). De soort komt voor in het Neotropisch gebied.